# 翼をください (映画)
『翼をください』（Lost and Delirious）は、2001年のカナダの映画。
原作はスーザン・スワンの小説『The Wives of Bath』。カナダ・トロントで実際に起きた事件を基に書かれている。

## ストーリー
女子寄宿学校へと編入したメアリーは、ポーリーとトリーと同室になる。次第に学校にも彼女達にも打ち解けていくが、ある日、ポーリーとトリーが女同士愛し合っていることを知る。だが、2人がベッドにいるのを目撃されたことで、トリーは2人の関係を両親に知られることを恐れる。トリーがポーリーを避け兄の友人ジェイクと付き合い始めたことで、ポーリーは絶望していく。

## キャスト
| 役名       | 俳優                       | 日本語吹替 |
| ---------- | -------------------------- | ---------- |
| ポーリー   | パイパー・ペラーボ         | 弓場沙織   |
| トリー     | ジェシカ・パレ             | 林真里花   |
| メアリー   | ミーシャ・バートン         | 川本絢子   |
| フェイ     | ジャッキー・バロウズ       | 大方斐紗子 |
| エレノア   | ミミ・クジック             |            |
| ジョー     | グラハム・グリーン         |            |
| ジェイク   | ルーク・カービー           |            |
| カール     | キャロリーヌ・ダヴェルナス |            |
| コーデリア | エイミー・スチュワート     |            |
| モーリー   | ノエル・バートン           |            |

- その他の吹き替え：大西多摩恵／重松朋／石波義人／園崎未恵／浅井清己／櫻井孝宏／竹田まどか／佐々木健／武田佳子／中國卓郎